# متنزه شاطئ فير هافين الحكومي
تبلغ مساحة متنزّه شاطئ فير هافين الحكومي 1,141 أكر (4.62 كـم2) متنزّه الولاية على الشاطئ الجنوبي الشرقي لبحيرة أونتاريو في شمال ولاية نيويورك. ويقع على الجانب الشرقي من خليج ليتل سودوس في بلدة ستيرلينغ في مقاطعة كايوغا، شمال شرق قرية فير هافن. في بعض الأحيان يسمى الجزء الجنوبي من متنزّه فير هافن الحكومي.
المتنزّه مغطى باالخنادق الساحلية والشواطئ الرملية والغابات الجبلية المجاورة، تشمل اراضي متنزّه ستيرلنج بوند وستيرلنج كريك.

## مرافق المتنزّه
يوفر المتنزّه 1,500 قدم (460 م) من الشاطئ الرملي بما في ذلك 600 قدم (180 م) من منطقة السباحة المحروسة على بحيرة أونتاريو، بالإضافة إلى خمس مناطق للتنزه مع طاولات وأجنحة للتنزه، وملعباً للاطفال وملعب كرة، وملعب مع مواقع للخيام، ومقطوراتٍ للقوارب، وملعب جولف من 18 حفرة. تشمل وسائل الراحة متجرًا للمخيم، وكشك، وتأجير القوارب مع الزوارق وقوارب التجديف، والزوارق المتاحة للاستخدام فقط على الممر المائي لبركة ستيرلينج. تشمل الأنشطة في المتنزّه برامج الترفيه والمشي لمسافات طويلة وصيد الطيور المائية في الموسم وصيد الأسماك على الجليد والتزلج على الجليد والتزلج الريفي على الثلج. تتوفر فرص صيد الأسماك وركوب القوارب في بحيرة أونتاريو وخليج ليتل سودوس المجاور.
تحتوي ثلاثة مخيمات وكبائن تحتوي على مرحاض مركزي مع دش. تحتوي المقصورة على 30 وحدة، بما في ذلك ستة كبائن كاملة الخدمات وتسع كبائن شتوية. 46 موقعًا للكهرباء و138 موقعًا للمعسكرات غير الكهربائية.

## تاريخ
تم بناء المخيم في الأصل من قبل فيلق الحفاظ على المدنيين في أوائل الثلاثينيات من القرن الماضي وبعد ذلك من قبل أسرى الحرب الألمان خلال أيامه كمعسكر السجن في فير هافن.

## روابط خارجية
- New York State Parks: Fair Haven Beach State Park